# Licinus
Licinus — род жужелиц из подсемейства Licininae.

## Описание
Жужелицы средней величины; в длину достигают 8—18 мм. Усики опушены начиная с четвёртого сегмента. Последние сегменты щупиков топоровидно расширены.

## Систематика
В составе рода:
- Licinus aegyptiacus Dejean, 1826)
- Licinus aequatus Audinet-Serville, 1821
- Licinus bartoni Maran, 1934
- Licinus italicus Puel, 1925
- Licinus manriquianus Wollaston, 1862
- Licinus oblongus Dejean, 1826)
- Licinus oertzeni Reitter, 1889
- Licinus peltoides Dejean, 1826
- Licinus planicollis Fauvel, 1888
- Licinus punctatulus (Fabricius, 1792)
- Licinus silphoides (P. Rossi, 1790)